# يغيباتروش (آراغاتسوتن)
مدينة يغيباتروش (بالإنجليزية: Yeghipatrush) هي إحدى المدن التابعة لمقاطعة آراغاتسوتن في أرمينيا. يقدر عدد سكانها بـ 856 نسمة حسب الإحصاء الذي جرى عام 2011.

## معرض صور

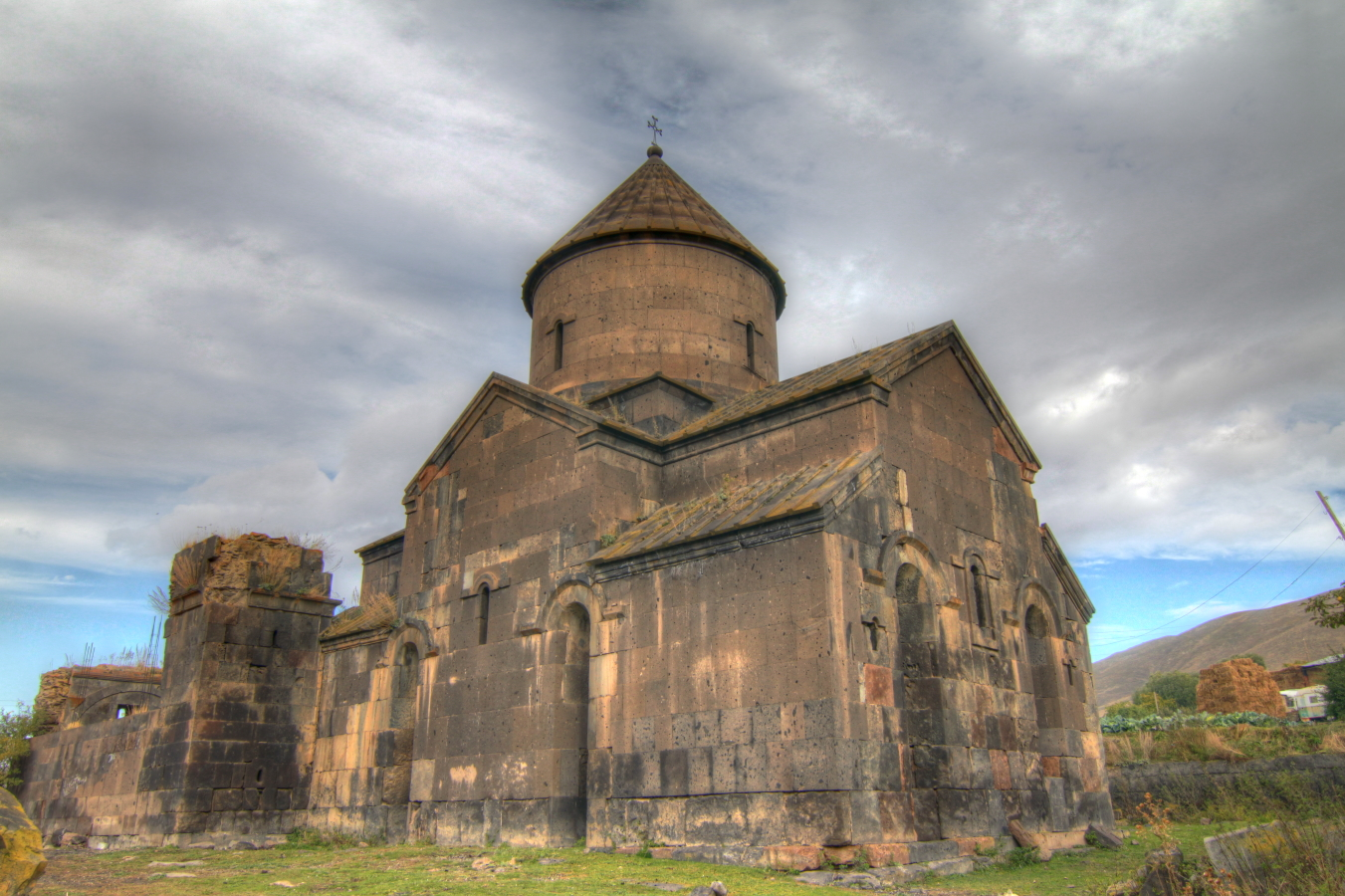
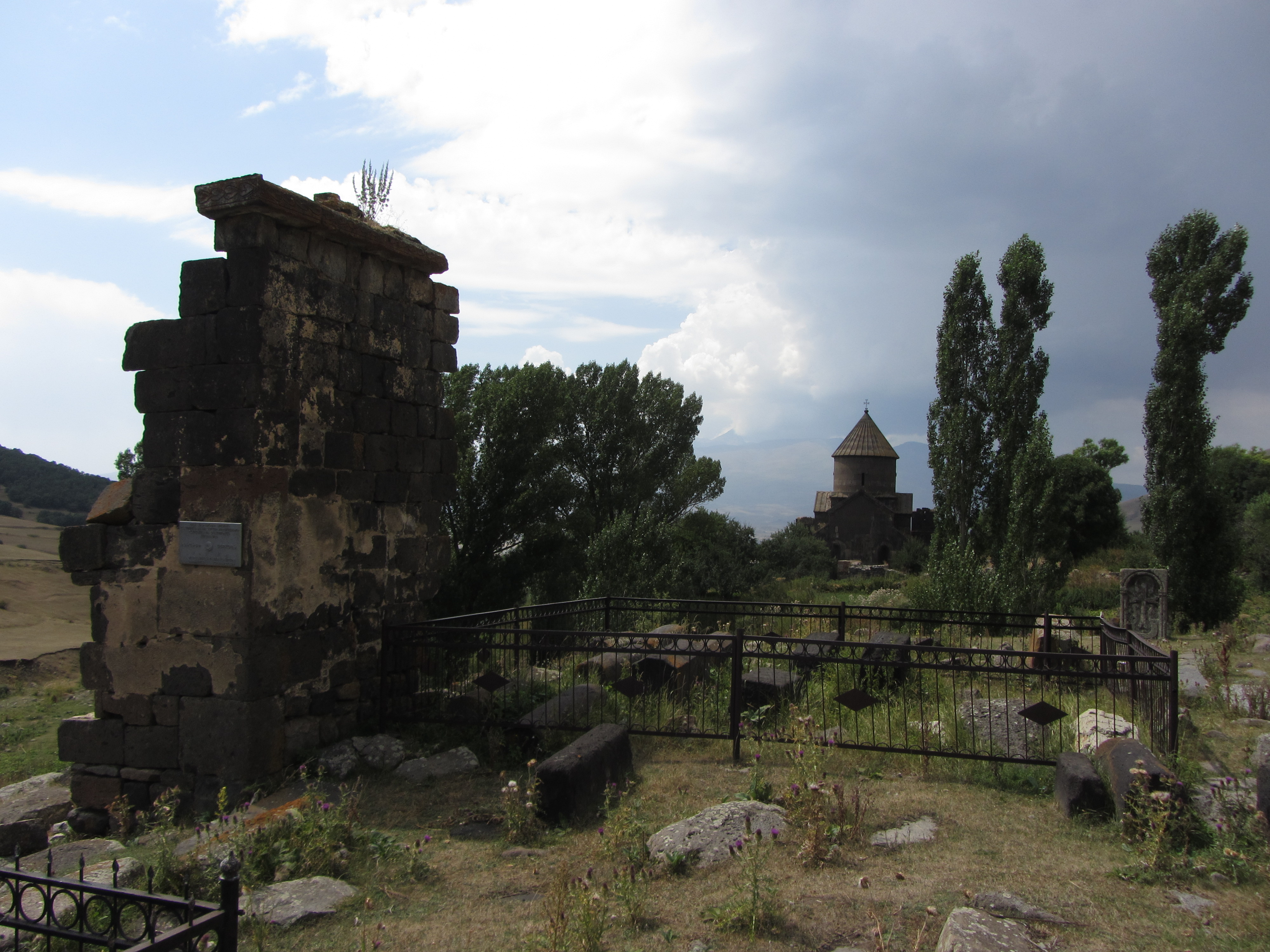
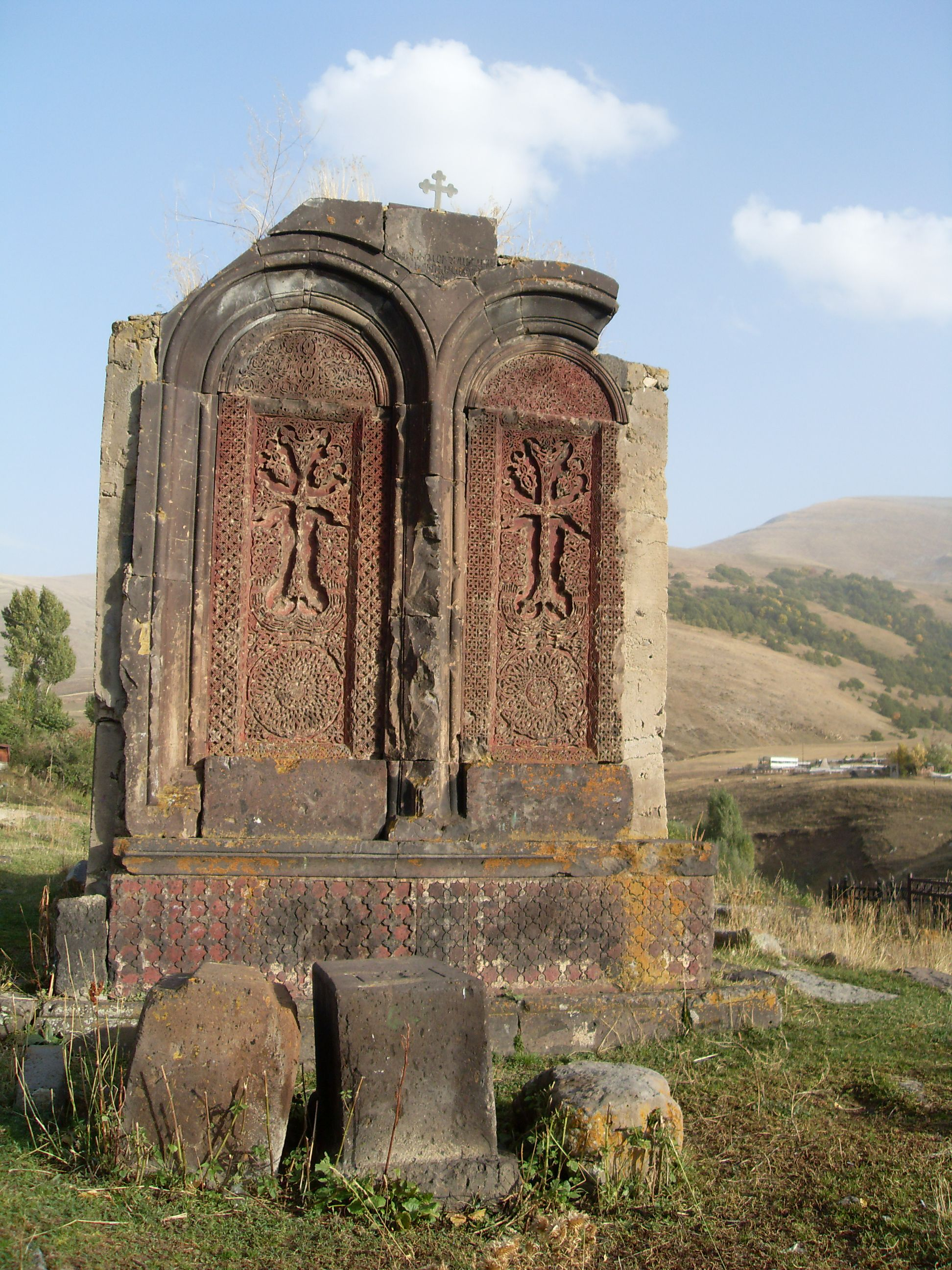